# Naked party
 (juillet 2014).
Si vous disposez d'ouvrages ou d'articles de référence ou si vous connaissez des sites web de qualité traitant du thème abordé ici, merci de compléter l'article en donnant les références utiles à sa vérifiabilité et en les liant à la section « Notes et références ».
Une naked party (ou nude party) est une fête où les participants sont obligatoirement tous nus. Ce type de fête est notamment beaucoup pratiquée dans des campus universitaires, comme à l'Université Brown et à l'Université Yale,.